# Cyclope (comics)
Pour les articles homonymes, voir Cyclope (homonymie).
Scott Summers, alias Cyclope (« Cyclops » en version originale) est un super-héros évoluant dans l'univers Marvel de la maison d'édition Marvel Comics. Créé par le scénariste Stan Lee et le dessinateur Jack Kirby, le personnage de fiction apparaît pour la première fois dans le comic book Uncanny X-Men (vol. 1) #1 en septembre 1963.
Cyclope est un mutant dont le pouvoir se manifeste principalement sous la forme de rafales d'énergie d'ondes de choc (rayon optique) émises via ses yeux, par-delà la visière de son casque qui lui sert à contrôler son pouvoir.
Chef respecté et stratège brillant, Cyclope a longtemps fait partie de la première (puis seconde) équipe des X-Men, dont il a été le leader (en alternance avec Tornade), puis de l'équipe Facteur-X (X-Factor) entre autres.
Anciennement marié avec la mutante Jean Grey, alias Strange Girl/Phénix (décédée depuis), Scott Summers est aussi le frère des mutants Alexander Summers, alias Havok et de Gabriel Summers, alias Vulcain.

## Biographie du personnage

### Du jeune Scott Summers à l'X-Man Cyclope
Scott Summers est le plus âgé des trois fils du major Christopher Summers, un pilote d'essai de l'US Air Force.
Alors qu'il est enfant, son père ramène de vacances son épouse Katherine et leurs deux enfants, Scott et Alex, à bord de son avion privé. C'est alors que l'avion est attaqué puis pulvérisé par un vaisseau de reconnaissance de l'empire extraterrestre Shi'ar. Avant qu'il ne soit détruit, Katherine pousse Scott et Alex hors de l'avion avec le seul parachute à bord. Le parachute, détérioré, ne ralentit pas suffisamment leur chute et Scott est blessé à la tête lors de l'atterrissage, en utilisant prématurément son pouvoir mutant, une rafale d'énergie optique, afin d'amortir le choc. La blessure endommage la partie de son cerveau qui lui aurait permis, plus tard, de maîtriser ses rafales optiques, et est responsable de son amnésie sur une partie de son enfance.
Après la mort de leurs parents, les deux garçons sont séparés par les autorités : Alex Summers est adopté pendant que Scott reste dans le coma à l'hôpital pendant un an. Bien que leurs parents aient été déclarés morts, ceux-ci ont en réalité été faits prisonniers par les Shi'ar ; Katherine Summers meurt peu de temps après et Christopher Summers deviendra plus tard Corsaire (« Corsair » en VO), le leader des Frères des étoiles (« Starjammers » en VO), une bande d'aventuriers interstellaires.
Lorsqu'il sort du coma, Scott est placé dans un orphelinat à Omaha dans le Nebraska, un établissement dirigé en secret par son futur ennemi, Sinistre. Celui-ci en profite pour faire quelques tests sur le jeune garçon, afin de mesurer sa puissance.
Des années plus tard, alors qu'il est adolescent, Scott commence à souffrir de terribles maux de tête et de douleurs aux yeux : son pouvoir mutant arrive à maturité. Il est alors envoyé chez un spécialiste des yeux à Washington, DC qui découvre que des verres en quartz-rubis corrigeraient son problème. Plus tard, alors qu'il visite une grande ville, son pouvoir mutant se déclenche, projetant une rafale optique d'énergie incontrôlable qui détruit une grue. L'énorme objet qu'elle transportait se détache au-dessus d'une foule terrifiée. Scott sauve les gens en réduisant l'objet en miettes avec une autre de ses rafales. Cependant, la foule, encore sous le choc et galvanisée par l'hostilité anti-mutante, accuse Scott d'avoir voulu les tuer. Le jeune homme s'enfuit et échappe de justesse au lynchage en montant dans un train de marchandises.
Le Professeur Xavier commençait à cette époque à rechercher des mutants ; aidé de l'agent du FBI Fred Duncan, il tente de retrouver Scott. Pendant ce temps, un mutant nommé Jack O'Diamonds, connu plus tard sous le pseudonyme du Diamant vivant, oblige le jeune garçon terrorisé à l'assister dans ses crimes. Xavier sauve Scott du Diamant vivant et lui propose d'être le premier membre de son équipe de jeunes mutants, auxquels il doit apprendre à contrôler leurs pouvoirs, les X-Men.

### Chez les X-Men
Peu après, Scott Summers devient, sous le nom de code de Cyclope, le leader suppléant des X-Men en secondant le Professeur Xavier (ou Professeur X). Il tombe amoureux de sa coéquipière Jean Grey (alias Strange Girl ; Marvel Girl en VO), bien que son extrême timidité et ses inquiétudes à propos de ses rafales optiques l'empêchent pendant des mois de lui révéler ses sentiments. De plus, leur collègue Warren Worthington (Angel) était aussi amoureux de Jean, et bien plus riche que Scott, ce qui fit penser à ce dernier que c'était perdu d'avance. Il s'avéra que Jean avait aussi des sentiments pour Scott mais qu'elle n'osait pas les lui avouer, croyant qu'il était très froid avec elle. Les deux finirent donc par s'avouer leurs sentiments réciproques et à sortir ensemble.
Quand le Professeur X semble être tué par Grotesk, Cyclope tombe d’accord avec l’agent Fred Duncan du FBI pour dissoudre les X-Men ; Jean et lui partent de leur côté, et Scott occupe pendant quelque temps le poste d’animateur de radio. Les deux jeunes gens deviennent alors dès cette époque un véritable couple. L’équipe des X-Men se reforme finalement pour faire face à la menace de Mesméro, et de Magnéto (qui était en fait un robot). Cyclope infiltre leur rang sous le nom d'Erik le Rouge, afin de permettre à son équipe de détruire totalement l'organisation.
Scott retrouve peu après son frère Alex Summers (baptisé « Alex Masters » par la famille qui l'avait adopté) à Hawaï, après l'avoir sauvé des mains du Monolithe vivant puis de Larry Trask et de ses robots Sentinelles, qui tous deux voulaient s'approprier ses pouvoirs. Alex accompagne alors son frère et rejoint les X-Men sous le nom de code de Havok quand l'équipe découvre que Xavier est toujours en vie, s’étant retiré pour se préparer à repousser l’invasion extra-terrestre des Z’Nox.
Peu de temps après, l'équipe originelle des X-Men (Strange Girl, Cyclope, Iceberg et Angel) accompagnée des deux nouvelles recrues Havok et Polaris, partent combattre l'île vivante Krakoa ; mais ils sont tous capturés à l'exception de Cyclope, qui réussit à retourner auprès du Professeur X. Celui-ci crée alors une nouvelle équipe de X-Men, constituée de Colossus, Diablo, Épervier, le Hurleur, Tornade et Wolverine, avec Cyclope à sa tête, qui parvient à libérer les prisonniers de Krakoa. Alors que tous les anciens X-Men quittent l'école pour jeunes surdoués du Professeur X, Cyclope préfère y rester, ayant le sentiment que le caractère incontrôlable de son pouvoir l’empêche de pouvoir pleinement s’intégrer dans la société.

### L'apparition du Phénix
Quelque temps plus tard alors qu'elle dinait avec Scott le jour de noël, Jean a été kidnappée de même que Xavier, Wolverine et Hurleur par les Sentinelles de Steven Lang puis emmenée à bord de la station spatiale de Lang. Après avoir vaincu Lang, les X-Men ont dû s'échapper vers la Terre à bord d'une navette spatiale lors d'une éruption solaire qui a produit des rayons cosmiques mortels. Le cockpit manquait du blindage nécessaire pour protéger le pilote des radiations mortelles. Jean a absorbé les connaissances de vol du Dr Peter Corbeau et s'est portée volontaire pour piloter. Alors qu'elle espérait se protéger avec sa capacité de télékinésie, Jean et les autres savaient qu'elle mourrait probablement. En guidant la navette vers la Terre avec les autres X-Men protégés par la partie blindée de la navette, le rayonnement solaire s'est avéré trop important et elle a commencé à succomber aux effets létaux du rayonnement. La navette finit par s'écraser dans l'eau à Jamaica Bay et Jean devenue Phénix s'en sort indemne, à la surprise des autres X-Men.
En réalité, elle n'est pas morte parce que la Force Phénix, qui a entendu ses appels télépathiques, l'a placée en animation suspendue dans un cocon dans l'eau et a pris sa place avec un double ayant le même physique, la même personnalité, les mêmes souvenirs que Jean en absorbant une partie de sa conscience.
Cyclope ne se rendit absolument pas compte que le Phénix avait pris la place de la vraie Jean, de même que le Phénix pensait véritablement être Jean du fait de la parfaite imitation du corps et de la personnalité de celle-ci. Ils continuèrent donc leur relation amoureuse.
Lors d'une mission spatiale des X-Men dans l'empire Shi'ar, ils rencontrèrent les Starjammers, des aventuriers de l'espace, et leur leader Corsair, qui aidaient la princesse Lilandra à combattre la garde impériale Shi'ar et à mettre fin à la tyrannie de son frère D'Ken. Le Phénix et Tornade découvrirent que Corsair (en) était le père de Cyclope, Christopher Summers, que Cyclope pensait être mort dans l'accident d'avion qu'il avait eu avec sa famille. Ce qu'il ne savait pas, c'est que les Shi'ar avaient capturé ses parents pour en faire des esclaves. Corsair fit promettre à Jean et Tornade de ne rien dire à Cyclope.
Cyclope commença à se poser des questions sur son couple avec Jean ; ses sentiments pour elle avaient changé depuis l'accident à Jamaica Bay. Puis Cyclope et le Phénix furent séparés pendant quelques semaines, au cours desquelles chacun crut à la mort de l’autre. Étant donné qu'il n'était pas triste, il en déduisit qu'il ne l'aimait plus vraiment. Il sortit alors brièvement avec Colleen Wing, une amie colocataire de Jean. Scott et Jean se retrouvèrent toutefois lors d'un combat contre Proteus et les sentiments qu'il avait pour elle ressurgirent d'un coup. Il avoua l'aimer plus qu'il ne le pensait et ils planifièrent de se marier. Malheureusement, quelques jours plus tard, le Phénix, manipulé par le Cerveau et le Club des Damnés qui souhaitaient utiliser ses pouvoirs à leur propre compte, libéra sa colère et devient le Phénix Noir. Il n'hésita pas à tuer des centaines de millions de gens en dévorant une planète entière, ce qui lui valut d'être recherché par la garde impériale Shi'ar. Il fut capturé par les Shi'ar quand il redevint le Phénix et Cyclope vint à sa rescousse mais l'affrontement entre les Shi'ar et les X-Men lui fit reprendre sa forme destructrice. Ainsi, il préféra se suicider que de causer d'autres torts à l'univers, au grand dam de Cyclope qui crut que Jean était morte et donc décida de quitter l'équipe.

### Rencontre avec Madelyne Pryor
Au cours des mois passés loin des X-Men, Scott s’engagea comme marin et rencontra la capitaine du navire de pêche Aleytis "Lee" Forrester, qui l’aida à surmonter son chagrin et à continuer à vivre sa vie. Le père de Lee, Jock fut tué par le démon D'Spayre qui combattit alors Cyclope et l'Homme-chose. Deux mois après, victimes d'une tempête, Scott et Lee se retrouvent naufragés sur une île des Bahamas dans le Triangle des Bermudes. Ils découvrent bientôt qu'une île artificielle s'est créée à proximité. En l'explorant, ils rencontrent le maître des lieux, Magnéto qui les aide même s'il reconnait son ennemi Cyclope. Sauvé par les X-men et le professeur X, il retourna finalement dans l'équipe lors d’un combat contre Magnéto qui menaçait la terre entière. À ce moment-là, les Starjammers revinrent sur Terre pour combattre les Broods et Scott découvrit, grâce au collier de famille porté par Corsair, que celui-ci était son père. Furieux contre son père, mais aussi contre Tornade qui était au courant mais ne lui avait rien dit, Scott finit par lui pardonner et lui présenta Alex, son autre fils.
Après avoir vaincu les Broods, Corsair l'emmena chez ses parents en Alaska. Chez eux, il fit la connaissance de Madelyne Pryor, pilote travaillant dans leur compagnie. Ce qui le frappa chez elle, c'est sa ressemblance avec Jean. Il apprit qu'elle était la seule survivante d'un crash d'avion survenu le même jour où "Jean" se suicida, ce qui l'amena à penser que Madelyne était la réincarnation de Jean. Ignorant que Madelyne était en fait un clone de Jean conçu par Mr Sinistre, ils tombèrent amoureux et, bientôt, se marièrent. Scott décida de quitter une nouvelle fois les X-men afin de donner une vie normale à Madelyne. Quelque temps plus tard, il fit la connaissance de Rachel Summers, sa fille avec Jean venue d'une autre réalité. Après avoir appris que dans cette réalité, sa mère était morte et que son père était marié à une autre femme, Rachel décida de ne pas lui révéler sa filiation. De plus, elle apprit que son père allait devenir père d'un enfant autre qu'elle car Madelyne annonça sa grossesse. Madelyne accoucha d'un petit garçon appelé Nathan Christopher Charles Summers sans que Cyclope soit présent. Aussitôt né, Rachel établit un lien psychique avec son frère, lui promettant de le protéger tant qu'elle serait en vie. Après la naissance de Nathan, Cyclope provoqua Tornade en duel pour le commandement des X-Men et bien qu'elle n'avait plus ses pouvoirs, elle gagna. Scott et Madelyne retournèrent à Anchorage.

### Retour de Jean Grey à la suite de la mort de Madelyne

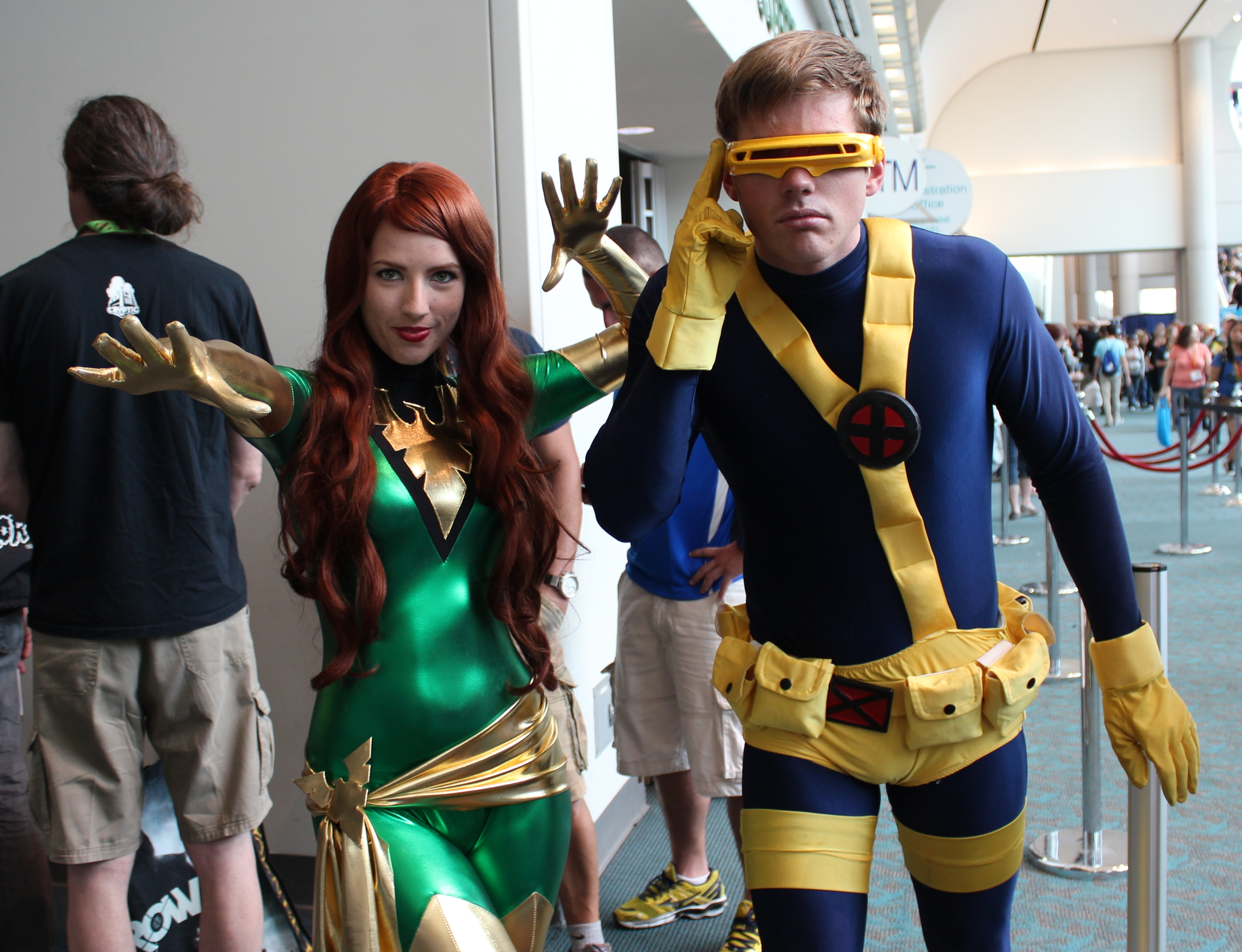
Cosplay de Cyclope (costume datant de son retour chez les X-Men) aux côtés de Jean Grey (Phénix).

Bien qu'en couple désormais et devenu père de famille, Scott ne réussit pas à oublier son grand amour Jean et Madelyne le voyait très bien. Quelques semaines plus tard, les Quatre Fantastiques et les Avengers découvrirent un cocon au fond de l'eau près de Jamaica Bay et la véritable Jean Grey sortit de son animation suspendue. Lorsqu'il sut par Angel que le Phénix avait pris la place de Jean et que Jean était en fait en vie, Scott quitta sa femme et son fils sans explication. Il retrouva Jean à New York et sous son initiative, ils fondèrent, accompagnés des X-Men originaux une nouvelle équipe, Facteur-X. Le groupe avait pour mission de protéger les mutants tout en se faisant passer pour des chasseurs de mutants. Au départ, Scott cacha son mariage à Jean, par peur de la perdre de nouveau et ne sachant pas comment lui révéler la vérité. Jean apprit la vérité de la bouche de leurs autres coéquipiers ; elle fut choquée par cette découverte et surtout par le fait que Scott ait abandonné sa famille pour elle. Scott décida de retourner en Alaska pour renouer avec sa femme mais à son arrivée, il trouva la maison vide sans aucune trace de Madelyne et de Nathan.
Madelyne avait en fait été attaquée et laissée pour morte par les Maraudeurs sous les ordres de Mister Sinistre, qui avait entendu parler du retour de Jean et craignait que la vérité à propos de Madelyne éclate au grand jour, puis admise dans le coma à l'hôpital sous le nom de Jane Doe. Quant à Nathan, il avait été kidnappé par les Maraudeurs. Alors que les médecins avaient dit qu'elle était condamnée, Madelyne sortit du coma au bout de plusieurs mois. À son réveil, les Maraudeurs revinrent pour finir le travail mais Madelyne fut sauvée par les X-Men menés par Wolverine. Aussi, elle décida de rester avec eux, se sentant menacé et n'ayant plus de famille. Elle se sacrifia avec le reste de l'équipe à Dallas devant les caméras de télévision du monde entier lors du cross-over The Fall of the Mutants afin de vaincre définitivement l'Adversaire. Avant de se battre, Madelyne utilisa l'une des caméras de télévision présentes afin de passer un message à Scott et de lui demander de retrouver leur fils.
La disparition de Madelyne permit à Scott et à Jean de se remettre ensemble. Scott vit le sacrifice des X-Men et de Madelyne à la télé ainsi que son message. Accompagné de Jean, ils trouvèrent Nathan à l'orphelinat où Scott avait grandi. Pendant ce temps, les X-Men et Madelyne, ressuscités par la déesse Roma, se réfugièrent en Australie. Ils préférèrent garder leur résurrection secrète et alors que les X-Men partirent en mission, Madelyne resta seule dans leur nouvelle base et découvrit, sur un ordinateur, que Jean était toujours en vie et avec Scott. Elle comprit alors pourquoi Scott l'avait quitté et de rage, elle donna un coup de poing dans l'écran de l'ordinateur mais elle se fit électrocuter et tomba dans les pommes. Inconsciente, son esprit fut corrompu par les démons des Limbes S'ym et N'Astirh qui firent d'elle la Reine Démon (The Goblin Queen), dotée de pouvoirs exceptionnels. Elle quitta les X-Men et décida de les aider à créer un lien entre la Terre et les Limbes après avoir appris qu'elle était un clone de Jean créé par Mister Sinistre.
Après être revenus à New-York, Scott et Jean furent rejoints par les autres membres de X-Factor pour combattre des démons venus envahir la Terre (saga Inferno). Ils s'opposèrent au démon responsable de l'invasion, N'Astirh, et à la Goblin Queen. Scott reconnut Madelyne et fut choqué de voir qu'elle était toujours en vie. Elle l'accusa avec Jean d'être responsables de tous ses malheurs. Les équipes X-Factor et X-Men s'allièrent afin de vaincre les démons et Madelyne. Pendant le combat, la Goblin Queen tenta de sacrifier Nathan (ainsi que 9 autres bébés) en haut de l'Empire State Building afin de se venger de Scott et de Sinistre et d'ouvrir la brèche avec les Limbes mais Jean s'interposa. La Goblin Queen s'enferma alors dans une bulle psychique avec Nathan et Jean qui fut éclatée par les alliés. Scott rattrapa Nathan, les autres bébés furent sauvés et Madelyne et Jean s'affrontèrent lors d'un duel mental. Madelyne se suicida et essaya d'entraîner télépathiquement Jean avec elle. Mais elle échoua et Jean survécut. Aussitôt, Jean absorba malgré elle l'essence du Phénix résiduelle de Madelyne, qui a servi à l'activer, et par conséquent les traits de caractère et souvenirs du Phénix et de Madelyne.
Scott a finalement appris que Sinistre avait dirigé l'orphelinat dans lequel il avait grandi, fourni ses lentilles rubis-quartz et son rôle dans la création de Madelyne. Scott a semblé tuer Sinistre avec une explosion optique.

### Retour chez les X-Men
Après la mort de Madelyne, Scott éleva Nathan avec Jean, qui considérait Nathan comme son fils (car elle avait aussi reçu les sentiments maternels de Madelyne). Très vite, Scott la demanda en mariage mais Jean refusa de l'épouser, encore perturbée d'avoir des sentiments et des souvenirs qui n'étaient pas les siens. Peu de temps après, Rachel leur révéla qu'elle était leur fille d'une terre alternative. Plus tard, Nathan se fit enlever par les sbires du mutant Apocalypse. Celui-ci infecta Nathan avec un virus techno-organique qui le condamnait à mourir rapidement. Scott, accompagné de X-Factor, réussit à le sauver des griffes d'Apocalypse, mais ne put rien faire pour lui sauver la vie. C'est alors qu'une femme venue du trentième siècle (Terre-4935) et membre du Clan Askani apparut et dit à Scott qu'avec la technologie de son époque, Nathan serait sauvé. Elle justifia sa proposition en expliquant qu'à son époque, Nathan était considéré comme le messie qui délivrerait son monde des griffes d'Apocalypse, alors tyran planétaire. Scott accepta à contrecœur de le confier à la sœur Askani, qui retourna dans le futur avec lui.
Le Professeur Xavier revint alors de son long séjour dans l'espace avec les Starjammers mais le Roi d'Ombre les avait suivi, et les X-Men, ainsi que l'équipe X-Factor, durent l'affronter. Ils perdirent et Cyclope et les autres membres de X-Factor décidèrent de dissoudre l'équipe et de rejoindre les X-Men. L'équipe fut ensuite divisée en 2 : l'équipe Bleue, dirigée par Cyclope et l'équipe Or, dirigée par Tornade. Après son retour dans les X-Men, la majeure partie de son équipe fut enlevée par Omega Red et la secte de la Main. Avec Jean, ils réussirent à sauver leurs coéquipiers mais ils se firent à leur tour enlevés par Caliban, un de leurs anciens coéquipiers d'X-Factor (envoyé par Mister Sinistre sous l'apparence d'Apocalypse) travaillant désormais pour Apocalypse et amenés à Stryfe, un mutant venu du futur allié à Apocalypse. Stryfe les tortura et finit par leur avouer qu'il était Nathan revenu du futur afin de se venger d'eux pour l'avoir abandonné. Mais son ennemi, Cable, venu du futur aussi, intervint et Stryfe délaissa ses prisonniers pour le combattre. Au cours de leur combat sur la lune, Stryfe et Cable moururent. Jean et Scott purent s'enfuir. En partant quelques semaines en Alaska, Scott croisa Mr Sinistre qui lui laissa entendre l’existence d’un autre frère en plus d’Alex, avant de se rétracter et de mettre cela sur le compte d’un lapsus. Par la suite, l’équipe combattit une nouvelle fois Oméga-Red et, peu après, l’X-Woman Psylocke tenta de séduire Cyclope. Mais, en découvrant ses intentions, Jean l'affronta sur le plan mental et Psylocke dut renoncer à séduire Scott. Magnéto fit alors un triomphant retour, attirant à lui l’X-Man Colossus et blessant presque à mort Wolverine, avant d’avoir l’esprit vidé par Xavier en contrecoup. Cable réapparut alors et révéla à Cyclope qu’il était le véritable Nathan et que Stryfe était un clone créé à partir de lui par Apocalypse.
Quelque temps plus tard, Jean demanda Scott en mariage et celui-ci accepta, plus qu'heureux qu'elle lui ait demandé. Ils se marièrent et durant leur lune de miel, leurs consciences furent transportées dans le futur le temps d'une journée par la Mère Askani (une version alternative de Rachel) dans de nouveaux corps, adoptant les identités de Slym et Redd Dayspring. Ils élevèrent Nathan pendant les douze premiers ans de sa vie sans lui révéler leurs véritables identités puis l'aidèrent à vaincre la version future d'Apocalypse, donc à réaliser la prophétie le concernant. Ils finirent par retourner dans le passé et dans leurs corps, laissant Nathan devenir le plus grand héros de son époque, Cable. Puis, c'est Cable, adulte, qui retourna dans le passé et avoua à Jean et Scott qu'il savait que c'était eux qui l'avaient élevé. À ce moment-là, Jean décida de s'appeler "Phénix" afin de respecter les dernières volontés de Rachel, décédée peu après leur mariage. De son côté, Scott dut se faire à l'idée que son fils était désormais plus âgé que lui et avait même dépassé l’âge de son propre père.
Peu après, les X-Men durent affronter Onslaught, une entité psionique malfaisante, composée de la conscience du Professeur X et des mauvaises pensées de Magneto. Aidés par la plupart des héros de New-York, les X-Men réussirent à le vaincre mais beaucoup d'entre eux périrent et New York se retrouva dévastée, ce qui ne fit que développer le ressentiment des humains envers les mutants. Une fois Onslaught vaincu, le professeur X perdit ses pouvoirs et se fit arrêter pour tous les crimes commis par Onslaught. Scott et Jean prirent alors la tête de l'école et de l'équipe. Cependant, ils occupèrent ces postes peu de temps puisque le gouvernement soutint l’opération de traque des mutants baptisée « Opération : Tolérance Zéro » et le criminel Bastion les captura, ainsi que Wolverine et Tornade. Dans sa tentative d’annihilation de la race mutante, Bastion plaça une nano-bombe dans la poitrine de Scott. Les X-Men réussirent à s’échapper et le docteur mutant appelé Cecilia Reyes sauva la vie de Scott, avec l’aide de Jean. Scott et Jean préférèrent quitter temporairement les X-Men pour récupérer après toutes ces épreuves.

### Fusion avec Apocalypse et mort (définitive) de Jean Grey
Après quelques semaines passées en couple, Scott et Jean revinrent chez les X-Men, à la demande de Tornade qui s’inquiétait pour la santé mentale du Professeur X (depuis peu libéré par le gouvernement). Leur retour précéda de peu le retour d’Apocalypse, qui tenta d’acquérir le pouvoir cosmique en réunissant les « Douze », un groupe de mutants qui devait déterminer le destin de leur espèce et qui incluait Scott, Jean mais aussi Cable. Ils furent ainsi attachés à une machine conçue pour canaliser leurs énergies en Apocalypse, lui permettant d’absorber le corps du puissant mutant venu d’une autre Terre appelé Nate Grey. Alors que ces coéquipiers tombaient les uns après les autres face à Apocalypse, Scott privé de ses pouvoirs, sauva Nate en le poussant hors de la machine et fusionna avec Apocalypse pour créer une nouvelle entité maléfique. Jean réussit à détecter l’esprit de Scott à l’intérieur d’Apocalypse et empêcha alors les X-Men de détruire leur ennemi ; cependant, le reste des X-Men considéra que Scott était mort. Seuls Jean et Cable refusèrent d’accepter le fait qu'il avait péri. Quelque temps plus tard, en enquêtant sur des rumeurs indiquant que Scott était en vie, les deux mutants, aidés d’Ozymandias, le retrouvèrent sur le lieu de naissance d’Apocalypse, Akkaba en Égypte, luttant pour préserver son esprit au milieu de celui du criminel. Ils durent affronter la disciple d’Apocalypse, la mutante Anaïs mais, finalement, Jean fut capable de physiquement séparer l’essence d’Apocalypse du corps de Scott en utilisant ses pouvoirs psychiques et Cable dispersa cette essence avec ses propres pouvoirs. Scott et Jean prirent quelques congés par la suite mais durent former une rapide équipe d’X-Men pour mettre en échec les plans de conquête de Magnéto.
Après cela, Scott revint parmi les X-Men mais sa fusion avec Apocalypse lui avait donné un caractère plus sombre, une personnalité plus sérieuse qu’elle ne l’avait jamais été. Du coup, ses relations avec ses amis et sa femme devinrent plus tendues, et son mariage avec Jean en souffrit. De plus, quand Jean recommença à manifester les pouvoirs du Phénix et refusa de l'aider à surmonter l'expérience qu'il a vécu avec Apocalypse peu après, le fossé dans le couple grandit si bien que Scott refusa de coucher avec elle pendant cinq mois. Cependant, il fut d'une grande aide afin d'empêcher le mutant Xorn de se suicider et de l'intégrer à l'équipe. Étonnamment, les deux hommes devinrent rapidement de solides amis, un fait presque sans précédent dans le cadre des relations amicales de Scott. Scott tourna définitivement le dos à Jean, se sentant délaissé par elle, quand elle fut appelée à prendre la tête de l'école en remplacement du Professeur X sous le contrôle de sa sœur Cassandra Nova, qui a quitté la Terre. Alors au lieu d'essayer de se réconcilier avec elle, il préféra demander de l'aide à sa coéquipière Emma Frost qui devint sa thérapeute. Mais celle-ci en profita pour entamer une relation extra-conjugale télépathique avec lui. Lorsque Jean découvrit la trahison de Scott, celui-ci lui affirma qu’il n’avait rien fait de mal, n’ayant partagé que des pensées avec Emma. Cette dernière et Jean s’affrontèrent mentalement et chacune souligna les démons intérieurs de l’autre. Jean parvint même à lui faire admettre à qu'elle ressentait quelque chose pour son mari. Furieux, Scott demanda à Jean de lire son esprit et celle-ci, acceptant finalement, découvrit qu'effectivement, lui et Emma n’avaient fait que de partager leurs pensées, évitant tout contact physique. Confuse, Jean se retrancha derrière l’argument que le fait d’imaginer avoir une liaison était identique au fait d’en avoir une.
Fatigué de cette situation, Scott abandonna les X-Men pour faire le point sur sa vie ; peu après, Emma fut abattue par un agresseur inconnu et ce fut Jean qui lui permit de reconstituer son corps réduit en morceaux. De son côté, ignorant la situation, Scott erra à travers les États-Unis, croisant le Club des Damnés notamment, fuyant toute forme de responsabilité. Finalement, quand Wolverine lui proposa d'enquêter avec Fantomex et lui sur le Programme secret dénommé Arme Plus (Weapon Plus) et de les accompagner dans la poche temporelle créée par le gouvernement et appelée le Monde, puis sur l’Astéroïde M, il accepta. Pendant leur voyage, Scott expliqua à Wolverine qu’il avait le sentiment que sa relation avec Jean n’avait pas évolué depuis leurs adolescences respectives et que le refus de Jean de l’écouter était en partie responsable de son rapprochement avec Emma. De plus, il lui confia qu'il arrivait plus à communiquer avec Jean depuis qu'elle dirigeait l'école. Lorsque Cyclope revint chez les X-Men, Xorn révéla être Magnéto. Alors, il attaqua le groupe, envahit New York et entreprit un génocide envers les humains. Désormais en possession de l’ensemble de la Force Phénix, Jean combattit Magnéto mais fut touchée par l'une de ses rafales au cours de l’affrontement. Alors que Jean agonisait dans ses bras, Scott se rendit compte du temps qu'il avait inutilement perdu loin d'elle et qu'il aurait agi autrement s'il avait su. Avant de mourir pour la deuxième fois, elle demanda à celui qu'elle avait toujours aimé de continuer à vivre.
C'est après la mort de Magnéto que le Professeur Xavier décida d'aller enterrer dignement son corps à Genosha. Wolverine se proposa alors de l’accompagner, mais sur le chemin les deux hommes se disputèrent sur les pensées de Magnéto envers les humains et le fait qu'il puisse y avoir du bon en lui. Wolverine quitta alors Xavier, le laissant aller enterrer son ami seul. Arrivé à Genosha, Charles eu la surprise de retrouver Magnéto bien vivant en face de lui alors qu'il tenait son cadavre dans ses bras. Il comprit alors que Xorn n'avait jamais été Magnéto comme il l'avait dit, mais qu'il était tout simplement un homme fou qui s'était fait passer pour lui, et que ce n'était donc pas le véritable Magnéto qui avait manipulé les X-Men et tué tous ces gens.

### Nouveau départ des X-Men
La mort de Jean Grey dévasta Scott. Très rapidement, il décida de quitter les X-Men encore une fois. De plus, il refusa de codiriger l'école avec Emma. Malheureusement ce choix conduit à un futur alternatif apocalyptique (Here Comes Tomorrow). Jean, ressuscitée tout d'abord dans ce futur apocalyptique puis dans la White Hot Room, contacta télépathiquement Scott et lui demanda de vivre tout simplement. Scott reconsidéra la proposition d'Emma et décida même d'entamer une véritable relation avec elle. Dans l'école, il s'occupait plus spécialement d'une équipe de jeunes mutants appelés les Corsaires, en hommage à l'équipe du père de Scott, composée de Dryad, Quill, Specter et les trois dernières Stepford Cuckoos. Cependant, sa relation avec Emma fit parler d'elle. Bon nombre de personnes la désapprouvèrent car elle insultait la mémoire de Jean ainsi que son mariage avec Scott selon eux. Rachel faisait partie de ces gens-là, c'est pourquoi elle fit changer son nom de famille de Summers en Grey en signe de désapprobation de la relation de son père avec Emma. Finalement, ils réussirent à la lui faire accepter et lui présentèrent plusieurs membres de sa famille maternelle, qu'elle n'avait pas eu l'occasion de connaître dans sa réalité.
Décidant que les X-Men devaient jouer un rôle plus spectaculaire et devenir des héros afin d’améliorer l’image des mutants et les montrer sous un jour plus positif, Cyclope rassembla une équipe afin d’adopter une attitude plus interventionniste dans le reste du monde : c'est le début d'Astonishing X-Men. Cette équipe, composée de Shadowcat, de Wolverine, du Fauve et d'Emma Frost, dut combattre un extra-terrestre appelé Ord, originaire d’un lieu connu sous le nom de Breakworld dans lequel les habitants peuvent voir l'avenir, découvrant que l’un des X-Men allait être responsable de la destruction du monde d’Ord dans les années à venir. Peu après, ce même groupe dut combattre leur propre Salle des Dangers, devenue consciente. qui cherchait à tuer le professeur Xavier. Se faisant désormais appelée "Danger", elle leur appris que le professeur savait qu'elle était devenue consciente depuis que la technologie Shi'ar a été installée dans la salle et qu'il a préféré ne rien dire, l'utilisant seulement pour entraîner l'équipe. Après vaincu Danger à Genosha, Cyclope et les X-Men abandonnèrent Xavier là-bas, considérant que ni l'école ni l'équipe avait besoin de lui.

### DuM-Dayà la rencontre avec Gabriel, son autre frère
Après les événements de House of M, l’essentiel des mutants perdit ses pouvoirs et Xavier fut porté disparu. Rapidement, un escadron de Sentinelles, envoyé par le président, vint encercler le Manoir des X-Men. Scott et Emma durent prendre des décisions drastiques pour faire face à la nouvelle situation. Ils durent revoir de fond en comble l’organisation et la gestion de l’Institut Xavier et décidèrent d’en éloigner les adolescents désormais privés de leurs pouvoirs, et, en échange, d’accueillir tout mutant souhaitant être protégé du reste des humains. Ces décisions provoquèrent quelques tensions entre eux, chacun prenant des décisions de manière unilatérale, comme le renvoi de Dani Moonstar par Emma ou l’accueil de X-23 par Scott et son intégration parmi le groupe des « Nouveaux Mutants ».
Le monde de Scott fut encore une fois bouleversé lorsqu’un mystérieux mutant attaqua les Sentinelles puis l'équipe et l'emmena, avec Rachel, dans un entrepôt laissé à l’abandon. Il finit par découvrir que ce mutant n’était autre que son troisième frère Gabriel, encore un fœtus quand ses frères furent séparés de leurs parents ; Gabriel avait lui-même été un étudiant de Moïra McTaggert que le Professeur avait envoyé, avec d’autres, libérer Scott et ses coéquipiers de l’île de Krakoa et qui avait été cru mort lors de la défaite de l’île vivante. Scott avait assisté à la mort de Gabriel, rebaptisé Vulcain pour la mission, et des autres mais Xavier avait effacé sa mémoire pour lui éviter le traumatisme psychique consécutif. Cette information détériora d'autant plus la relation déjà conflictuelle entre Scott et le professeur. Ebranlé dans ses convictions, Scott l'expulsa du manoir en lui disant qu'il n'était plus le sien désormais.

### Civil War
Cyclope décida de la neutralité des X-Men lorsqu’éclata la Guerre civile de la communauté super-héroïque, considérant que la communauté mutante avait trop souffert au cours des derniers mois pour prendre le risque de choisir un camp. Seul Bishop abandonna l’équipe afin de rejoindre les partisans du Superhuman Registration Act et localiser les 198 évadés. Les membres fondateurs des X-Men vinrent en aide à Bishop pour les retrouver et éviter une explosion nucléaire. Peu après, lors d’une « session de thérapie » télépathique impromptue, Emma Frost expliqua à Cyclope la possibilité que son manque de contrôle sur son rayon optique serait de source psychologique et non physique. En fait, il s’agirait d’un blocage mental mis en place inconsciemment par le jeune Scott juste après les événements traumatisants l’ayant séparé de ses parents et de son frère et la manifestation de son pouvoir lors de la chute en avion ; ce blocage aurait servi de mécanisme de compensation, obligeant Scott à se concentrer sur ce problème au lieu de penser à ses traumatismes. Étonnamment, Scott sembla facilement accepter cette théorie, admettant même qu’il avait volontairement effacé cette décision de sa mémoire pour se tromper lui-même et empêcher d’autres personnes de découvrir la vérité.
Peu après, alors que Scott est incapable d’utiliser son pouvoir, les X-Men, après avoir fait face à un faux Club des Damnés, construction artificielle de Cassandra Nova, sont enlevés dans l’espace par le SWORD (une organisation qui lutte contre les menaces extraterrestres) et conduit sur le Breakworld. Cyclope prit la tête de l’équipe et, retrouvant bientôt ses capacités, il mit au point un plan permettant aux X-Men de renverser la dictature locale mais ne peut empêcher l’usage d’une arme contre la Terre. La planète fut sauvée par Shadowcat, qui se sacrifia afin de dématérialiser la balle utilisée par les extra-terrestres ; la balle traversa sans dégâts la Terre avant de partir pour l’espace, poursuivant sa trajectoire, la jeune mutante prisonnière de celle-ci.

### Messiah Complex
Revenus sur Terre, les X-Men firent bientôt face à Hulk, venu se venger du Professeur X, pour son association aux Illuminati qui avaient banni le titan vert dans l’espace (pendant World War Hulk). Quand Hulk refusa d’abandonner son projet, les X-Men arrivèrent pour prêter main-forte aux jeunes mutants du Manoir. Mais, aucun des X-Men ne put lui résister ; Scott lui-même ne put arrêter le géant de jade avec son rayon optique, que son adversaire maîtrisa d’une seule main, sans être autrement blessé. Cependant, devant les paroles de Mercury (Cessily Kincaid), Hulk considéra que les X-Men avaient déjà suffisamment souffert au cours des derniers mois et laissa Xavier, renonçant à sa vengeance.
Quelques semaines après, la naissance d’un nouveau mutant fut détectée en Alaska, un événement inédit depuis le Jour-M. Cyclope prit immédiatement la tête d’une équipe pour le retrouver, arrivant dans une ville dévastée par un combat entre les Maraudeurs de Mr Sinistre et les Purificateurs, héritiers du croisé anti-mutants William Stryker. Revenu au Manoir, Cyclope élabora une stratégie afin de retrouver l’enfant, d’obtenir des informations tout en se protégeant de leurs adversaires. Envoyant Wolverine avec une équipe contre les troupes de Sinistre, il noua contact avec Madrox de X-Facteur pour qu’il se rende chez Forge, tout en envoyant Rictor, un ancien mutant donc indécelable, chez les Purificateurs, excluant clairement Xavier de sa réflexion en revendiquant seul la direction du groupe. Apprenant que Cable avait kidnappé le bébé, Cyclope ordonna la reformation d’X-Force avec Wolverine à la tête du groupe, leur première mission étant de traquer Cable et ramener l’enfant. Plus tard, Cyclope exigea même le départ de Xavier du Manoir, lassé de ses interventions et de la contestation de ses choix. Quand X-Force retrouva la piste de Cable, Cyclope, avec un groupe d’X-Men et avec X-Facteur, vint prêter main-forte à Wolverine, affrontant alors les Reavers de Lady Deathstrike ; mais Cable, et le bébé, leur échappèrent de nouveau. Après avoir trouvé le repaire des Maraudeurs sur l’Ile de Muir, Cyclope y envoya X-Force, tandis que Bishop, qui cherchait le bébé de son côté pour le tuer, arriva à son tour sur les lieux. Lors de la bataille finale, Cyclope envoya les Nouveaux Mutants contre les Maraudeurs, cherchant à profiter du manque de connaissance de leurs ennemis des pouvoirs des jeunes héros ; effectivement, les étudiants se révélèrent efficaces, et Cyclope put aller trouver Cable, qui le supplia de la laisser partir dans le futur pour protéger la mutanité avant de céder à son père, quand Xavier souligna que Cyclope était le mieux placé pour protéger tous les mutants. Scott, réalisant que l’enfant devait néanmoins avoir une chance d’avoir sa propre destinée, le rendit à Cable qui se téléporta dans le futur au moment où Bishop ouvrait le feu sur le bébé. Ratant sa cible, il abattit Xavier, qui fut emmené secrètement par les Acolytes d’Exodus. Cyclope riposta et Bishop prit la fuite à son tour ; rentré aux États-Unis, Scott annonça la dissolution des X-Men.

### San Francisco
Scott prit alors quelques congés avec Emma, partant pour le Pays sauvage (Savage Land). C’est là qu’ils furent contactés par Worthington qui leur demanda leur aide à San Francisco. Le couple réussit à sauver non seulement Archangel mais aussi d’autres X-Men et même la ville entière de la mutante Mastermind. Du coup, la mairesse de San Francisco proposa aux X-Men de s’établir sur place, ce que Cyclope accepta. Après une brève bataille contre Magnéto et quelques Sentinelles, Cyclope entreprit la construction d’un nouveau quartier général, Graymalkin, et lança un appel auprès de toute la communauté mutante pour annoncer que San Francisco était à présent un havre de paix pour eux. Les X-Men furent rapidement acceptés par la population de la ville, y compris la police, prête à faire appel à eux pour résoudre les affaires les plus difficiles ou étranges.
Pendant ce temps, Scott ordonna à Wolverine de traquer Mystique, puis de reformer X-Force pour éliminer la menace des Purificateurs, dissimulant l’existence de cette équipe de choc aux autres X-Men, y compris Frost. Scott et les X-Men firent ensuite face au Culte des Damnés, dirigé par l’ancien élève de Frost, Empath, et une mystérieuse Reine rouge (Red Queen), qui se révéla bientôt être Madelyne Pryor réincarnée quand elle lança une seconde attaque avec la Consœurie. Cherchant à récupérer le corps de Jean Grey pour véritablement renaître, Pryor fut mise en échec par les X-Men, Scott ayant envoyé Domino remplacer le cadavre de son épouse par un autre pour piéger Pryor.
Quand les Skrulls s’attaquèrent à la Terre, Scott prit la tête des X-Men et de leurs alliés pour défendre San Francisco des envahisseurs et se résolut à utiliser le Virus Legacy contre les extra-terrestres, pour la plus grande consternation du Fauve, déjà soupçonneux de l’attitude sévère de son vieil ami. Entre-temps, Bolivar Trask, ramené à la vie par Bastion avec l’aide du virus de transmodification des Technarques, fit passer la destruction de Cooperstown, en Alaska, pour une action des mutants, incitant à l’adoption de la « Proposition X », destinée à assurer le contrôle de la reproduction des mutants ; le reportage accrut l’hystérie contre les mutants, décidant Scott à ouvrir Graymalkin à tous les mutants le souhaitant. Pendant ce temps, Frost devenait de plus en plus soupçonneuse sur les agissements secrets de Scott, la poussant à consulter Tornade qui la rassura sur les talents de chef de Scott ; les deux amants purent enfin discuter de la tension des événements récents et Frost décida de soutenir Scott dans ses projets. Ainsi, quand Frost fut contactée par Norman Osborn pour rejoindre son alliance, elle accepta son offre, intégrant la Cabale, afin de mieux être informée sur les projets d’Osborn et transmettre ces informations à Scott.
Prenant de nouveau une décision controversée, Scott envoya X-Force traquer et éliminer la Reine lépreuse, qui infectait les mutants avec une souche du Virus Legacy, afin de les amener à perdre le contrôle de leurs pouvoirs au milieu d’une foule humaine, dans le but d’accroître l’hystérie anti-mutants. Au cours de l’opération, le Fauve réussit à retrouver Cable et le bébé, Hope, dans le futur et Cyclope ordonna à X-Force d’abandonner leur mission en cours pour se rendre dans l’avenir afin de leur venir en aide, alors même que la Reine lépreuse retenait en otage Hellion, Surge et Big Bang et malgré les protestations des membres de X-Force et du Fauve. Finalement, X-Force, en revenant dans le présent, réussit à sauver les trois mutants prisonniers, tout en venant en aide à Cable contre Bishop et Stryfe.
Peu après, le Fauve alla trouver Cyclope et Emma Frost, leur exposant qu’il était au courant de leurs actions clandestines respectives et qu’ils devraient prochainement en discuter, sous peine de voir les X-Men se déchirer à cause de ces secrets. Pendant ce temps, les mouvements anti-mutants se faisaient de plus en plus violents, poussés par l’organisation L’Humanité Maintenant ! La situation dégénéra en émeutes opposant mutants et anti-mutants à San Francisco. Si Cyclope reçut le soutien du maire de la ville, Norman Osborn décida d’entrer en jeu à son tour, utilisant ses Vengeurs pour calmer les émeutiers, avant de présenter au public ses propres X-Men, dirigés par Emma Frost elle-même, et annoncer la prochaine arrestation de Cyclope et de son équipe. Cyclope et Osborn eurent alors une confrontation sur l’île d’Alcatraz, durant laquelle Scott ordonna à Osborn de quitter San Francisco avec le HAMMER et ses équipes afin de permettre aux X-Men de rétablir la situation. Face au prévisible refus d’Osborn, Scott se contenta de constater qu’il avait essayé. Les X-Men noirs (Dark X-Men) d’Osborn, sous la direction de Frost, réussirent à restaurer le calme à San Francisco, pendant que Cyclope avançait ses propres plans, dépêchant plusieurs X-Men à différentes missions et les rassurant sur une éventuelle confrontation avec les équipes d’Osborn. Finalement, le plan de Scott se concrétisa quand Magik (Illyana Raspoutine) téléporta X-Force au cœur de la base du HAMMER sur Alcatraz, prenant par surprise Vengeurs et X-Men noirs, avant d’emmener en sécurité tous les mutants capturés sur ordre d’Osborn. Au cours de l’opération, Frost et Namor révélèrent qu’ils avaient toujours suivi le plan de Scott, servant d’agents infiltrés dans les rangs d’Osborn. Immédiatement après cela, Cyclope fit remonter à la surface l’Astéroïde M – qui s’était écrasé dans l’océan Pacifique quelques années plus tôt – par le Club X et fit téléporter par Magik et Pixie l’intégralité des X-Men et de leurs alliés mutants sur l’île artificielle, désormais rebaptisée Utopia, et, au cours d’une conférence de presse, revendiqua l’indépendance d’Utopia vis-à-vis des États-Unis et d’Osborn. Celui-ci lança alors ses troupes contre Utopia, attaquant lui-même Cyclope qu’il comptait tuer ; mais les attaquants furent dépassés par le nombre de défenseurs et, quand la presse et les caméras s’en mêlèrent, Osborn abandonna le combat, sentant que la situation lui avait échappé.

### Utopia
Cyclope ne tarda pas alors à faire face aux défis représentés par Utopia : des problèmes très terre à terre, comme la stabilisation de l’îlot, mais aussi la nature même de la communauté des mutants qui y était installée, un choix repoussé régulièrement au fil des attaques dont l’île fit l’objet, comme les morts-vivants de Sélène. Peu après les débuts d’Utopia, le Fauve, ayant découvert l’existence d’X-Force, quitta les X-Men, reprochant à Scott sa manière de gérer la situation, en rupture pour lui avec les idéaux des X-Men. C’est alors que Cable et Hope revinrent dans le présent ; mais, ignorant la réinstallation des X-Men à Utopia, ils réapparurent à Wetchester, déclenchant une course poursuite entre les X-Men envoyés par Cyclope, les Purificateurs et des Sentinelles de type Nimrod. Au cours de l’affrontement, Diablo fut tué, non sans avoir, dans un dernier effort, ramené Hope à Utopia, une mort que le Fauve reprocha aussi à Cyclope lors des funérailles de leur ami. C’est alors que Bastion lança un assaut massif contre Utopia, avec des dizaines de Sentinelles Nimrod et Scott envoya alors une équipe, dirigée par Cable, dans le futur afin de démanteler la technologie utilisée pour animer ces robots. La mission fut une réussite mais Cable sacrifia sa vie afin de permettre à tous ses coéquipiers de regagner le présent. Peu après les funérailles de Cable, cinq nouveaux mutants – les premiers du Jour M – furent détectés par Cérébra, confirmant aux yeux de Scott, sa décision de protéger Hope Summers, celle qui permettrait le renouveau des mutants.
Cyclope laissa Hope partir à la recherche de cinq mutants, bientôt surnommés les Lumières (The Lights), alors que, après la chute d’Osborn et son remplacement par Captain America, Scott fut décoré par ce dernier pour ses actions en faveur des mutant. Quand le Fléau, sous l'emprise du Serpent, s’échappa du Raft et envisagea de détruire Utopia et/ou San Francisco, Cyclope déploya des équipes successives d’X-Men pour arrêter leur vieil adversaire, sans aucun succès. Finalement, comme dernier recours, Scott envoya Magie, Colossus et Shadowcat dans la dimension pourpre de Cyttorak lui-même afin de s’entretenir avec lui et le convaincre de retirer la puissance qu’il avait autrefois conféré à Marko, en mettant en avant que, désormais, celui-ci servait un autre maître. Cyttorak accepta mais transféra alors la puissance du Fléau en Colossus, qui put alors retenir le Fléau, jusqu’au moment où celui-ci fut rappelé par le Serpent auprès de lui, éloignant la menace de la côte Ouest.

### Schism
Cependant, après le Fauve, c’est Wolverine qui entra en conflit avec Scott. Des divergences éclatèrent quand Quentin Quire déclencha une attaque psychique contre les ambassadeurs des Nations unies, provoquant le déploiement de Sentinelles à la conférence onusienne, dont Cyclope et Wolverine purent se débarrasser. Mais la peur croissante des mutants poussa plusieurs nations à mobiliser ses Sentinelles, poussant Scott à réagir en envoyant ses X-Men en réponse ; quand Quire arriva sur Utopia, demandant l’asile, Wolverine s’apprêtait à le livrer à Captain America mais Cyclope décida que Quire était une affaire de mutants et qu’ils règleraient le problème entre eux, sur Utopia. Tentant d’apaiser la situation et montrer leur absence de peur, Scott envoya quelques X-Men avec de jeunes mutants à l’inauguration d’un musée d’histoire mutante à San Francisco ; un nouveau Club des Damnés saisit l’occasion pour lancer un assaut, terrassant la plupart des mutants présents. Tandis que Scott et Wolverine se précipitaient à leurs secours, la jeune Oya (Idie Okonkwe), seule mutante encore consciente, les appela, leur demandant si elle devait agir en tuant les Damnés pour sauver les autres. Malgré les protestations de Wolverine, Scott lui ordonna de faire ce qu’elle jugeait juste et Oya tua la plupart des membres du Club des Damnés, sauvant ses amis et professeurs, et causant une nouvelle dispute entre Scott et Wolverine.
Mais le nouveau Club des Damnés n’en avait pas fini avec les X-Men et il envoya une Sentinelle géante contre Utopia, profitant de l’envoi à l’étranger de la plupart des X-Men ; conduits par Hope, les jeunes mutants se portèrent volontaires pour aider Scott dans son combat, déclenchant l’opposition de Wolverine qui refusait de mettre en danger la vie des enfants. Cyclope insista que tous ceux qui voulaient se battre devaient pouvoir le faire et Wolverine décida de menacer de faire exploser Utopia si les jeunes n’étaient pas tous évacués ; la frustration des deux hommes explosa quand Cyclope évoqua Jean Grey dans leur discussion et les deux hommes en vinrent finalement aux mains, ne s’arrêtant que pour venir en aide à Hope et aux jeunes mutants pour arrêter la super Sentinelle, qui fut finalement abattue avant d’arriver à Utopia. Cependant, les différences idéologiques entre Scott et Wolverine étaient à présent trop importantes et avouées pour un retour en arrière ; Wolverine quitta Utopia, décidé à rouvrir le manoir de Westchester comme école pour mutants, suivi de plusieurs X-Men et jeunes mutants, provoquant une scission dans la communauté d’Utopia.

### Avengers vs X-Men
Peu après, il fut découvert que la Force Phénix revenait sur Terre, confirmant, aux yeux de Scott, le fait que Hope était destinée à devenir son hôte pour sauver la communauté mutante mondiale. Mais Captain America, dont les craintes sur la nature destructrice du Phénix avaient été confirmées et renforcées par Wolverine, mobilisa les Avengers et se rendit sur Utopia pour placer Hope sous leur protection. Comprenant que Captain America n’accepterait aucun refus de sa part, Cyclope l’attaque le premier, déclenchant un conflit entre les Vengeurs et les X-Men d’Utopia. Les Avengers envahirent Utopia, en utilisant l'héliporteur du SHIELD. Hope profita de la première bataille pour fuir et échapper aux Avengers. Elle se réfugia auprès de Wolverine à qui elle demanda de l'aide. À la fin du combat sur Utopia, Scott demanda à Magie de téléporter l'équipe hors de l'île afin de retrouver Hope. Après avoir entendu qu'elle était sur la Lune avec Wolverine, il réunit une équipe composée de Magie, Colossus, Emma Frost et Namor pour affronter les Avengers et la récupérer.
Pendant que les X-Men et les Avengers combattaient, la Force Phénix apparut. Iron Man tenta de la détruire avec une nouvelle arme qu'il avait construite mais il ne fit que la diviser en cinq parties qui possédèrent chacun des membres de l'équipe des X-Men et fit d'eux ses nouveaux hôtes. Les cinq mutants rentrèrent avec Hope et entreprirent alors de changer le monde, pour en faire une utopie généralisée, mais les Avengers se méfièrent et tentèrent d’enlever Hope, poussant celle-ci à fuir une nouvelle fois, avec l’aide de la Sorcière rouge. Scott déclara alors qu'il n'aurait plus d'Avengers. La guerre reprit entre les 2 groupes, tandis que le comportement des cinq Phénix devenait de plus en plus dictatorial, souffrant de moins en moins les contestations. Mais un par un, la Force Phénix quitta ses hôtes et Scott & Emma se retrouvèrent ses seuls détenteurs. Au fil des altercations, la puissance du Phénix se concentrait. Hope et la Sorcière rouge réussirent à stopper temporairement Scott, réduisant ainsi ses pouvoirs. Réalisant alors qu'il avait besoin de plus de puissance, il retourna à Utopia dans le but d'absorber la partie du Phénix présente en Emma sans l'attaquer. Mais les Avengers et les X-Men arrivèrent, afin de les arrêter tous les deux. Au moment où ils s'apprêtaient à perdre, il attaqua Emma, absorbant ainsi son essence du Phénix résiduelle ; il perdit alors le contrôle de cette trop grande énergie et devient le Phénix noir. Finalement, Scott se retrouva être le seul détenteur de la puissance de l’entité. Au cours du combat, Scott tua Xavier mais les autres héros réussirent à l’occuper assez longtemps pour que Hope et la Sorcière rouge transfère la puissance du Phénix de Scott à la jeune mutante qui utilisa alors ces énergies pour restaurer le monde à son état antérieur, avant de rejeter le Phénix dont les énergies éclatèrent en millions d’éclats qui ranimèrent les pouvoirs des mutants à travers le globe, comme Cyclope avait espéré qu’elle le ferait.

### La Révolution mutante

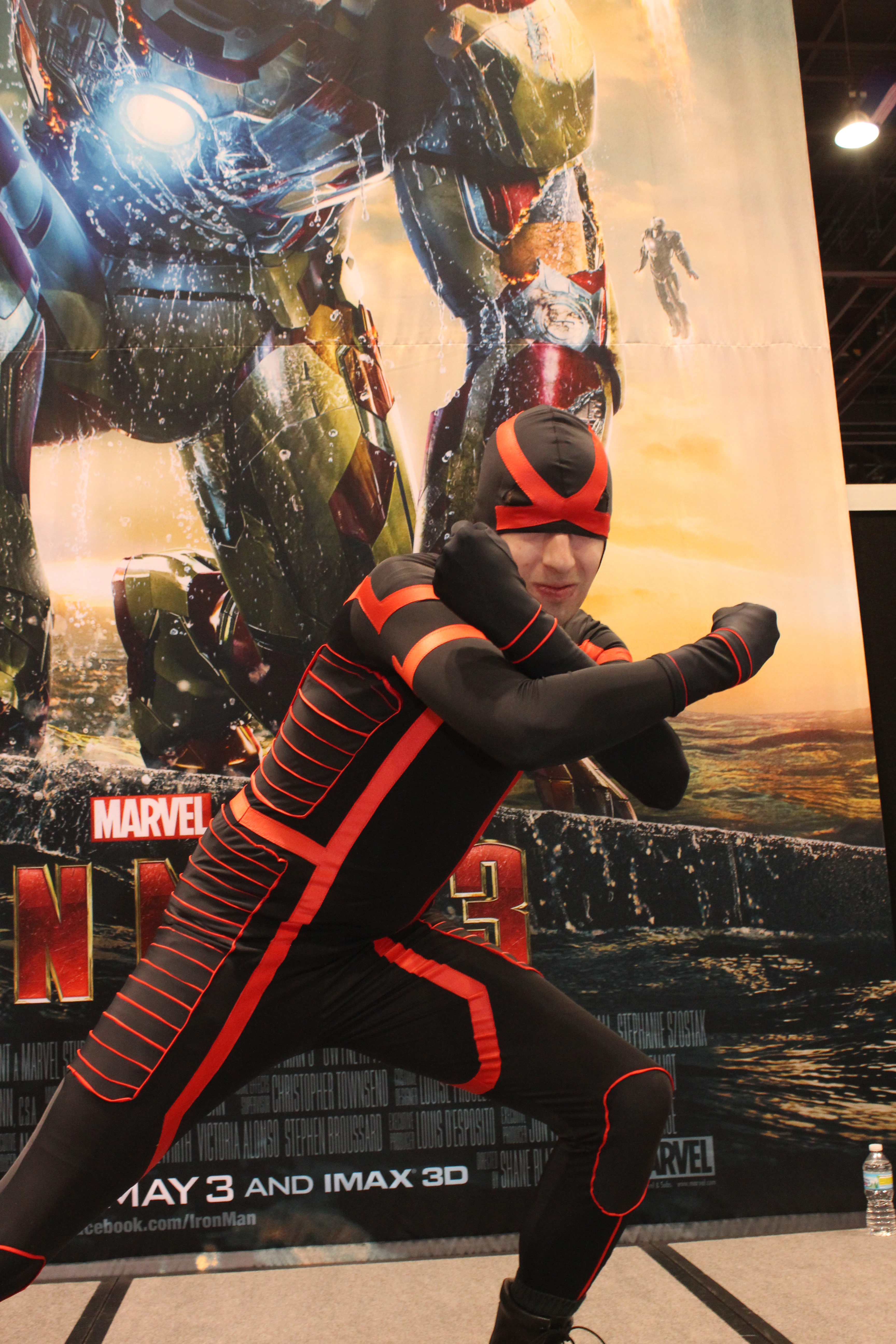
Cosplay de Cyclope avec un costume ultérieur (période post Avengers vs X-Men, dans Uncanny X-Men).

Cyclope fut arrêté et emprisonné dans une cellule de quartz rubis, acceptant son incarcération et partagé entre sa culpabilité envers le meurtre de Xavier et sa joie à l'idée que la communauté mutante avait été sauvée et ne regrettant rien de ses précédentes décisions.
Dans sa cellule, Scott reçut les visites successives de Wolverine, d'Iron-Man et de son frère Havok, afin d'obtenir des informations sur les partisans de Cyclope encore en fuite comme Danger, Magnéto ou Magie, et d'analyser les reliquats d'énergie du Phénix. Scott provoqua Wolverine dans l'espoir que celui-ci, de colère, le tue et fasse ainsi de lui un martyr, une ambition que Wolverine comprit avant de le frapper. Scott fut ainsi transféré dans une prison standard, doté d'un collier le privant de ses pouvoirs et s'y lia d'amitié avec un prénommé Jake, seul autre mutant détenu sur place.
Après avoir échappé à une tentative d'assassinat par trois autres détenus, il entra en contact, au moyen de limaille de fer, avec Magnéto, lui demandant de ne pas venir le chercher afin de montrer à tous qu'il était un prisonnier politique alors qu'une évasion ferait de lui un simple criminel. Peu après, Jake fut assassiné par d'autres prisonniers ; effondré, Scott décida alors d'accepter l'offre de Magnéto et de s'évader. C'est ainsi que le maître du magnétisme, Danger et Magie l'aidèrent à s'échapper, non sans qu'il ait demandé à Magie d'envoyer les trois assassins de Jake dans les limbes et que Danger ait défiguré le directeur corrompu de la prison en le scarifiant d'un X sur le visage.
Alertés dès les premiers signes d'évasion, les Avengers arrivèrent trop tard pour arrêter Scott et ses amis, ne trouvant que le directeur qui leur délivra un message de Cyclope à Wolverine, expliquant qu'il soutiendrait l'école de Wolverine, tout en continuant à se battre pour les droits des mutants, affirmant qu'à présent que Wolverine était l'homme raisonnable, lui pouvait désormais accomplir ce qui devait être fait.
Cyclope et ses alliés trouvèrent refuge dans l'ancienne base du projet Arme X, entreprenant de réaménager l'intérieur tout en allant libérer Emma Frost, qui obligea Scott à admettre que les énergies du Phénix avaient modifié leurs propres pouvoirs : tandis qu'elle-même avait perdu ses pouvoirs télépathiques, Scott avait de plus en plus de mal à contrôler son rayon optique.
Décidant de rester amis et de ne pas reprendre leur liaison, Scott et Emma, avec Magneto et Magie formèrent une nouvelle équipe d'X-Men, venant aider les nouveaux mutants traqués par les autorités uniquement à cause de leurs pouvoirs, et déterminés à les former dans leur nouveau complexe.

## Famille
- Philip Summers (grand-père)
- Deborah Summers (grand-mère)
- Katherine Ann Summers (mère, décédée)
- Christopher Summers (Corsair, père, décédé)
- Alexander Summers (Havok, frère)
- Gabriel Summers (Vulcain, frère)
- Nate Grey (X-Man, fils génétique alternatif, décédé)
- Madelyne Pryor (Goblin Queen/Red Queen, première épouse, décédée)
- Jean Grey (Strange Girl/Phénix, seconde épouse, décédée)
- Nathan Summers (Cable, fils avec Madelyne Pryor)
- Rachel Summers (Marvel-Girl, fille alternative avec Jean Grey)
- Ruby Summers (fille alternative avec Emma Frost)
- Tyler Dayspring (en) (petit-fils par Nathan Summers, décédé)
- Hope Summers (petite-fille, fille adoptive de Nathan Summers)

## Personnage

### Nom
Dans les deux premiers épisodes des X-Men, Scott Summers était prénommé « Slim ». C'est à partir du 3e épisode de la série qu’il reçoit le prénom de « Scott », qui devint définitif.

### Personnalité

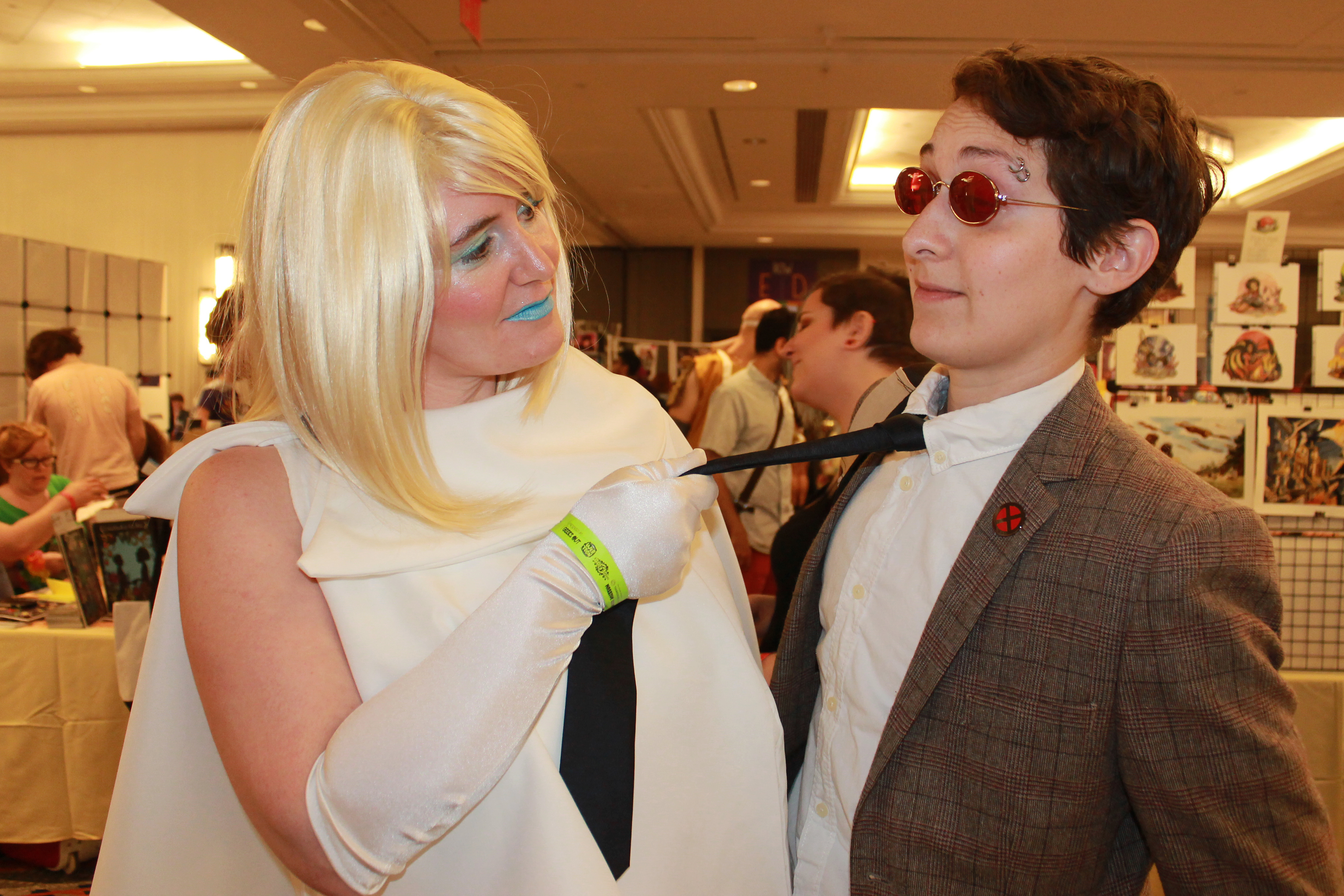
Cosplay d'Emma Frost (la Reine blanche) et de Scott Summers.

Scott Summers voue une loyauté sans borne au Professeur Xavier et à son idéal de paix entre les humains et les mutants, et préfère éviter la violence quand c’est possible. Il refuse également de tuer, toujours au nom d’un idéal de paix.
Durant la période où il a été possédé par Apocalypse, son caractère a changé. Il était devenu plus froid et distant, même envers son épouse Jean Grey, depuis décédée. Il semble avoir retrouvé un certain équilibre auprès de la Reine Blanche, Emma Frost, ralliée aux X-Men.

## Pouvoirs, capacités et équipement

### Capacités
Scott Summers est un pilote d’avion expérimenté. Ses compétences en la matière semblent avoir été héritées de son père. Au cours des années passées au sein des X-Men, il a également reçu un entraînement intensif au combat à mains nues, particulièrement en judo et en aïkido.
En tant que leader des X-Men, Cyclope est un excellent chef sur le terrain et même ses coéquipiers les plus remuants, comme Wolverine, reconnaissent ses talents de stratège. Tacticien et stratège hors pair, il a passé presque toute sa carrière de X-Man à la tête de l'équipe et a aussi dirigé celle de Facteur-X. Quelles que soient les opinions des autres X-Men envers lui, ceux-ci ont tendance à lui obéir sans discuter car ils savent que ses décisions sont, le plus souvent, les meilleures. Il connaît les forces et les faiblesses de tous ses coéquipiers et est capable d’improviser de brillantes stratégies en plein combat. Son seul défaut serait de se sentir responsable du moindre geste négatif de ses camarades. Lors des événements de House of M, l’ensemble des super-héros engagés se rallièrrent sans discussion derrière son commandement.
Par ailleurs, il semble disposer d'un incroyable sens de la géométrie spatiale, c’est-à-dire la capacité à repérer les objets autour de lui grâce à une rapide observation de leurs agencements particuliers ou de leurs angles respectifs, les uns avec les autres. Il a ainsi démontré en de nombreuses occasions avoir la faculté d’utiliser son environnement pour maximiser l’effet de son rayon optique, utilisant parfois des jeux extrêmement compliqués de ricochets (jusqu’à une douzaine) pour atteindre sa cible finale. Il a ainsi détruit en un seul rayon une dizaine de robots qui menaçaient son coéquipier Diablo. Il a aussi montré qu’il était capable, toujours avec un seul rayon, d’envoyer toutes les boules d’un jeu de billard américain dans les trous.

### Pouvoirs
Scott Summers est un mutant capable de générer à partir de ses yeux de puissantes rafales d'énergie.
Il peut en effet émettre un rayon optique de force de concussion (force de choc). Le rayon est d’une couleur rougeâtre et, étonnamment, ne produit pas de chaleur.
- Les yeux de Cyclope n’ont plus rien d’organique mais sont en réalité une ouverture interdimensionnelle entre notre univers et un autre, qui est rempli d’énergie[1]. Les particules de cet univers, semblables à des photons, interagissent avec celles de notre univers en transférant de l’énergie cinétique sous la forme de gravitons[1]. Grâce aux cellules de son corps, Scott Summers absorbe de manière constante l’énergie ambiante de son environnement (comme l’énergie solaire), ce qui lui permet ainsi d’ouvrir cette porte dimensionnelle[1].
- En complément de cette ouverture dimensionnelle, l’esprit de Summers créé un champ psionique qui est en phase avec les forces qui maintiennent les portes de cette dimension ouvertes. Ce champ enveloppe son corps, renvoyant de lui-même les particules de l'autre dimension qui entrent en contact avec lui, ce qui le protège donc des effets de ses propres particules[1],[51]. Les fines membranes de ses paupières sont suffisantes pour empêcher l’émission de cette énergie extradimensionnelle[1].
- Cette énergie utilisée par Cyclope est virtuellement illimitée[1], la seule restriction étant la concentration nécessaire pour maintenir le champ psionique ouvert, ce qui entraîne à la longue une fatigue mentale chez Cyclope[1]. S'il dépasse les quinze minutes d’emploi continu de son pouvoir, son épuisement est tel que le champ se referme de lui-même, ne laissant filtrer que de très légères quantités d’énergie. Il lui faut par la suite environ un quart d’heure pour récupérer[1].
- La largeur de son rayon optique est fixée par le champ psionique de son esprit, qui agit de la même manière que lorsqu'il fixe ou regarde normalement son environnement par ses yeux[1]. La hauteur maximale du rayon optique est contrôlée par la fente réglable de la visière de son costume[1]. La portée maximale de son rayon est d’environ 600 mètres[1].
- La puissance exacte de son rayon optique est assez variable, selon son intensité. En général, Cyclope n’utilise qu’une faible portion de son pouvoir[1]. Il est ainsi capable de percer des plaques d’acier d’une épaisseur de 1,5 cm[1]. En se concentrant, il peut réduire le diamètre de son rayon à la dimension d’un stylo sur une distance d’un mètre[1], le rayon développant alors une force d’environ 150 grammes par centimètres-carré[1]. Le rayon le plus large de Cyclope peut atteindre 30 mètres de diamètre avec une puissance de 1 kg par centimètre-carré[1]. Son rayon le plus puissant s'éternd sur une largeur d’environ 1,50 m[1] pour une distance de 15 mètres et une force de 40 kg par centimètre-carré[1].

Cyclope ne contrôle pas l'activation de son pouvoir (à cause d'une blessure à la tête reçue dans son enfance, à la suite d'une chute en parachute), celui-ci se déclenchant dès l'instant où il ouvre ses paupières. Il doit donc s’assurer de contrôler son pouvoir en toute circonstances, ce qui l'oblige à être prudent et méticuleux en permanence. Pour éviter de blesser quelqu'un par erreur, il porte en permanence des lunettes spéciales dont les verres sont composés de quartz-rubis, la seule matière qui puisse retenir les rayonnements émis par ses yeux, en filtrant leur effet dévastateur.
Il est également immunisé au pouvoir de ses frères Havok et Vulcain, tout comme ceux-ci le sont du sien.

### Équipement

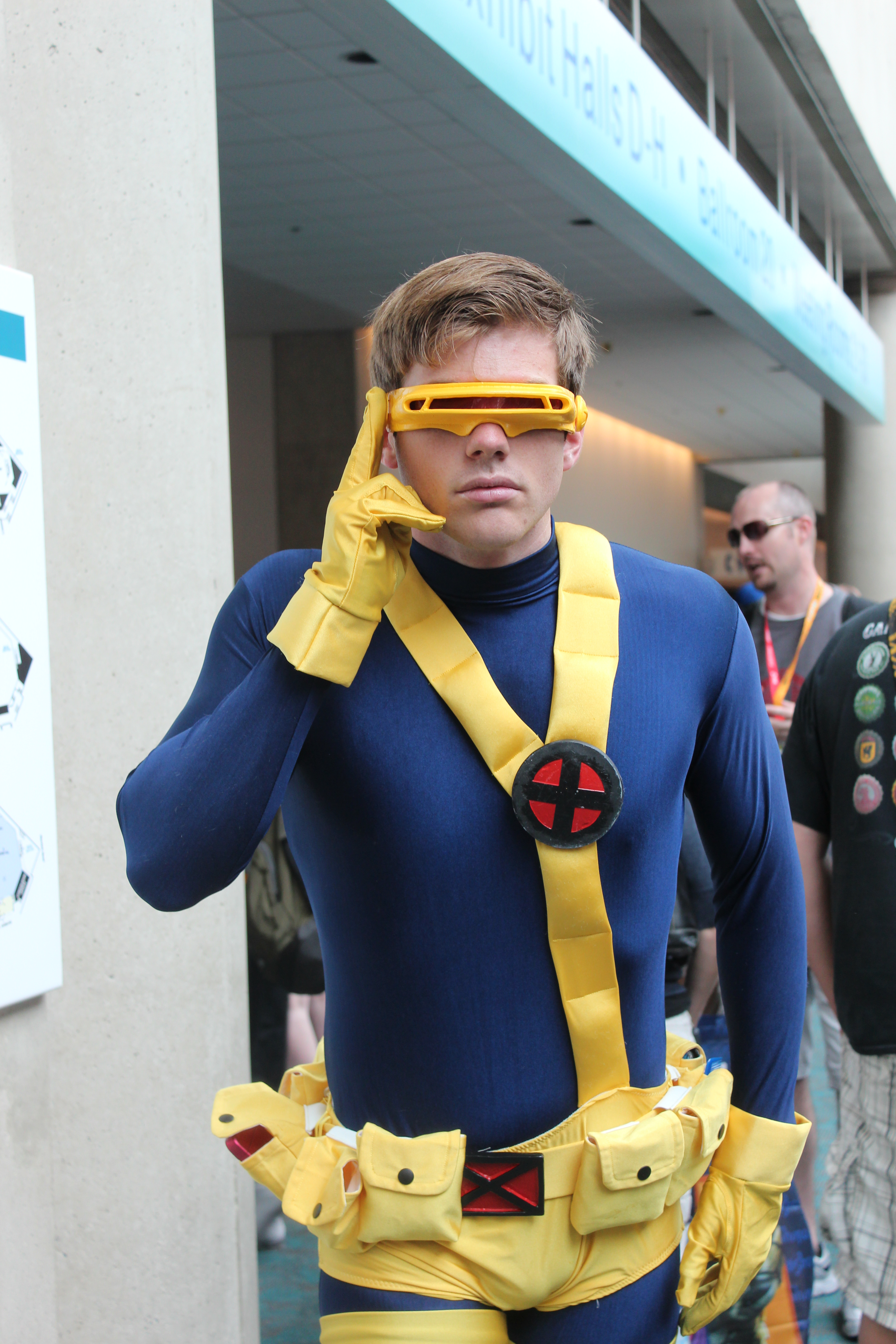
Cosplay de Cyclope avec le costume datant de son retour chez les X-Men.

Lorsqu'il revêt son uniforme de X-Men, les lunettes spéciales de Cyclope sont remplacées par une visière faite de la même matière, parsemée de poudre de cristal de quartz-rubis. La visière se compose de deux lentilles plates, montées dans le sens de la longueur et qui peuvent se rétracter vers l’intérieur, permettant l'émission du rayon optique de Cyclope avec une taille variable.
Le mécanisme de la visière est contrôlé par un système de deux moteurs électriques miniatures, avec sur le côté un bouton qui permet d'abaisser automatiquement la visière lorsque Cyclope veut se servir de son pouvoir. Il dispose aussi de déclencheurs, situés dans la paume de ses gants (avec des micro-interrupteurs installés dans les pouces), pour abaisser la visière. Pour assurer une sécurité constante, des ressorts maintiennent une pression permanente sur la visière.
Le masque en lui-même est fabriqué dans un plastique de type « cycolac » (plastique constitué d'une résine thermoplastique, celle-ci étant composée d'acrylonitrile-butadiène-styrène).

## Version alternative
Dans l'Ère d'Apocalypse, Cyclope et son frère Havok sont élevés par Mister Sinistre, dans ce monde où Apocalypse a pris le pouvoir. Scott est un brillant stratège et leader. Il se verra confier la responsabilité des camps de prisonniers humains. Quand Jean Grey sera capturée par Sinistre, Scott tombera sous le charme. Ses idéaux pacifiques l'amèneront à douter, lui qui était un fervent partisan de la suprématie mutante. Son doute sera tel qu'il décidera de l'aider à s'évader, mais Logan étant venu la secourir, un combat les opposera au cours duquel Scott perdra son œil gauche mais arrachera la main gauche de Logan.
Plusieurs années durant, Scott aidera les prisonniers à s'évader des camps. Havok, jaloux du statut de son frère piégera Cyclope quand il libérera Polaris. Jean Grey étant à ce moment prisonnière (elle était revenue pour empêcher le bombardement), Havok demandera à Scott de la tuer, mais celui-ci refusera. Scott sera alors frappé par Rocket et Elisabeth Gutrie et donné à Dark Beast comme cobaye. Jean et Scott réussiront à s'échapper et mèneront la rébellion avec les prisonniers lors de l'Assaut Final humain. Mais pendant que Jean empêchait les bombes de tomber grâce à ses pouvoirs, Havok la frappa par surprise puis tua Scott, qui mourut près de Jean, « la femme qui hantait ses pensées depuis si longtemps ».

## Apparitions dans d'autres médias
Sauf indication contraire, les informations mentionnées dans cette section peuvent être confirmées par la base de données cinématographiques IMDb,  présente dans la section « Liens externes ».

### Cinéma
| |  |  |
| L'acteur James Marsden (à gauche) incarne Scott Summers/Cyclope dans la 1re trilogie X-Men (2000 à 2006). L'acteur Tye Sheridan (à droite) l'incarne dans les films préquelles, à partir de X-Men : Apocalypse (2016). |  |  |

Interprété par James Marsden dans la première trilogie X-Men
- 2000 : X-Men réalisé par Bryan Singer
- 2003 : X-Men 2 réalisé par Bryan Singer
- 2006 : X-Men : L'Affrontement final réalisé par Brett Ratner
- 2014 : X-Men: Days of Future Past réalisé par Bryan Singer (caméo)

Interprété par Tim Pocock
- 2009 : X-Men Origins: Wolverine réalisé par Gavin Hood

Interprété par Tye Sheridan dans la seconde trilogie X-Men
- 2016 : X-Men: Apocalypse réalisé par Bryan Singer
- 2018 : Deadpool 2 réalisé par David Leitch
- 2019 : X-Men: Dark Phoenix écrit et réalisé par Simon Kinberg

### Télévision
- 1992-1997 : X-Men
- 2000-2003 : X-Men: Evolution
- 2008-2009 : Wolverine et les X-Men

### Jeux vidéo
Le personnage apparaît dans de nombreux jeux vidéo :
- X-Men: Madness in Murderworld (1989)
- The Uncanny X-Men (1989)
- X-Men II: The Fall of the Mutants (1990)[52]
- X-Men (1992)
- Spider-Man/X-Men: Arcade's Revenge (1992)
- X-Men (1993)
- X-Men 2: Clone Wars (1994)
- X-Men: Children of the Atom (1994)
- X-Men: Mutant Apocalypse (1995)
- X-Men: Gamesmaster's Legacy (1995)
- X-Men vs. Street Fighter (1996)
- X-Men: Mojo World (1996)
- Marvel Super Heroes vs. Street Fighter (1997)
- Marvel vs. Capcom: Clash of Super Heroes (1998)
- Marvel vs. Capcom 2: New Age of Heroes (2000)
- X-Men: Mutant Academy (2000)
- X-Men: Mutant Wars (2000)
- X-Men: Reign of Apocalypse (2001)
- X-Men: Mutant Academy 2 (2001)
- X-Men: Next Dimension (2002)
- X-Men Legends (2004), doublé par Robin Atkin Downes[53].
- X-Men Legends II: Rise of Apocalypse (2005), doublé par Josh Keaton[53].
- Marvel: Ultimate Alliance (2006)
- X-Men: The Official Game (2006), doublé par James Arnold Taylor[53].
- Marvel: Ultimate Alliance 2 (2009), doublé par Zach Hanks.
- Ultimate Marvel vs Capcom 3 (2011) via un poster.
- Marvel Super Hero Squad Online (2011)
- X-Men: Destiny (2011), doublé par Nolan North[53].
- Marvel Avengers Alliance (2012)
- Marvel Heroes (2013), doublé par Scott Porter[54],[55],[53].
- Marvel Puzzle Quest (2013)
- Lego Marvel Super Heroes (2013), doublé par Nolan North[56].
- Marvel Avengers Alliance Tactics (2014)
- Marvel: Contest of Champions (2014)
- Marvel: Future Fight (2015)[57].
- Marvel Ultimate Alliance 3: The Black Order (2019), doublé par Scott Porter[53].